# Tournoi d'échecs de Saint-Sébastien

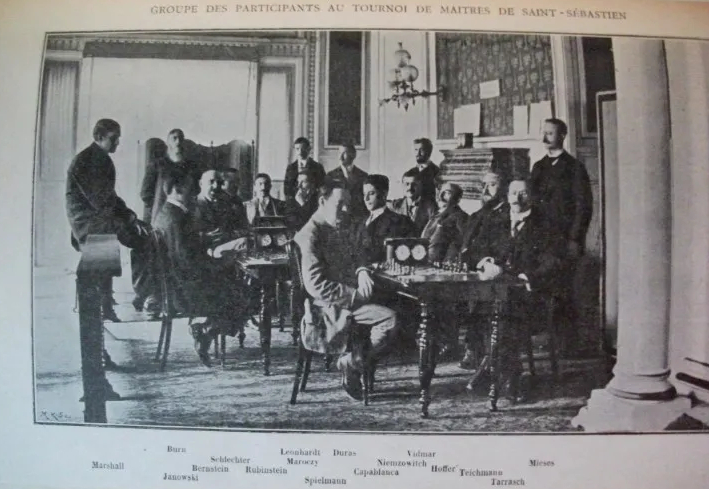
Les participants au tournoi de maîtres de Saint-Sébastien, 1911

Le tournoi d'échecs de Saint-Sébastien était organisé par la direction du Grand Casino de Saint-Sébastien dans ses locaux du 20 février au 17 mars 1911, ainsi que l'année suivante en 1912.
Le premier tournoi de 1911 fut remporté par José Raul Capablanca devant Rubinstein, Vidmar et Marshall. Ce fut la première véritable apparition de Capablanca au niveau international.

## Participants
L'annonce du tournoi précisait que "seuls les maîtres de premier ordre" y seraient invités, sans que leur nombre ne dépasse 16. Cela limitait les places aux maîtres qui, "dans les luttes internationales des dix dernières années, ont obtenu au moins deux fois un quatrième prix. Des invitations furent envoyées à Atkins, Bernstein, Burn, Capablanca, Duras, Janowski, Em. Lasker, Leonhardt, Maroczy, Marshall, Niemzowitch, Rubinstein, Schlechter, Spielmann, Tarrasch, Teichmann et Vidmar. A. l'exception d'Atkins et d'Emmanuel Lasker tous les maîtres invités donnèrent une réponse favorable. Capablanca a précisé dans son livre "Ma Carrière échiquéenne" que les organisateurs avaient fait une exception pour lui à cause de sa victoire sur Marshall en 1909.   

## Organisation
Le maître Jacques. Mieses a accepté de diriger et d'organiser le tournoi. Les amateurs pouvaient jouer en marge du tournoi principal à partir du 1er mars. Les maîtres ont reçu, quelques semaines avant l'ouverture, un livret leur indiquant les règles et règlement du jeu.
Les prix suivants ont été offerts par l'organisateur : Premier prix : 5.000 francs ; Deuxième prix : 3.000 francs ; Troisième prix : 2.000 francs ; et Quatrième prix : 1.500 francs auxquels a été ajouté le prix de beauté pour la plus belle partie : 500 francs, don de M. le Baron de Rotschild (Salomon Albert de Rothschild (1844-1911). Les "non gagnants" devaient recevoir, pour chaque point obtenu, une somme d'au moins 80-100 francs. Indépendamment des prix et honoraires, tous les participants ont été indemnisés des frais de leur voyage. Les amateurs ont eu droit à des coupes, des médailles et des objets d'art.
Avec 15 participants, le tournoi de maître s'est déroulé en un seul tour (il était prévu deux tours s'il y avait eu 12 participants). La cadence des parties était de quatre par semaine. Les participants étaient invités à arriver au plus tard le 18 dans la soirée afin d'être présents pour le tirage au sort qui a eu lieu le 19 dans la matinée, "tout maître inscrit qui manquerait au tirage au sort ne pourra pas prendre part au Tournoi, quelques circonstances qu'il 'invoquerait pour s'excuser même un avis télégraphique de mise en route ne saurait être pris en considération".

Les conditions et les règles du jeu appliquées à Saint-Sébastien différaient sur plusieurs points essentiels, de celles qui régissent habituellement les luttes de l'Association allemande des Echecs.
Les parties ont été jouées les lundis, mardis, jeudis et vendredis. Les autres jours était destinés à l'achèvement des parties en cours. Les heures de jeu étaient fixées de 1 h 1/2 à 
6 h 3/4 l'après-midi. Au signal d'arrêt qui donné à 6 h 3/4, le maître ayant le trait devait inscrire son coup. Le temps de réflexion était fixé à 15 coups à l'heure ; le contrôle du temps était effectué chaque heure (un joueur ne pourra pas compter 30 coups dans les deux premières heures mais bien effectuer strictement 15 coups par heure). A l'occasion de ce contrôle. S'il y avait répétition de coups ou respectivement une série de coup la règle anglaise sera adoptée ; elle disait que si dans le cours d'une partie trois fois la même position se produisait avec le même joueur à jouer, la partie pourra être déclarée "remise" (nulle) aussi bien par le directeur du Tournoi que par l'un des joueurs ; toutefois la remise ne pouvait être réclamée qu'à l'instant où la triple répétition de la position se produisait (comme aujourd'hui). 
Si dans une partie, pendant 50 coups ou plus, aucun pion n'a été joué, ni qu'une pièce ou un pion ait été pris, là partie pourra être déclarée nulle à la demande de l'un des joueurs ou du directeur du Tournoi. 
Si un joueur jouait un coup impossible ou en met un sous enveloppe, son adversaire aura le droit de décider : 1° de la validité du coup ; 2° si la pièce ou le pion touché doit être joué régulièrement ; 3° si le Roi devait être déplacé sous forme de pénalité. Si d'après les règles du jeu aucune de ces trois solutions n'étaient possible, il appartiendrait à l'adversaire non coupable de déclarer la partie nulle . 
Le gagnant d'une partie devait remettre au Directeur du Tournoi, et cela avant le commencement du prochain tour, une copie correcte et lisible de la partie. L'oubli de cette formalité aurait eu comme conséquence la perte du droit aux honoraires pour un non gagnant du Tournoi et la retenue d'une somme de 100 francs pour un gagnant. 
S'il y a partie remise, les deux adversaires devaient fournir la copie ; en cas d'oubli la moitié de la pénalité se serait vu appliquée pour un gagnant.
Le Directeur du Tournoi pouvait trancher en cas de contestation ; toutefois il se réservait le droit d'en appeler à un arbitrage composé de trois maîtres.  

## Classement final
| Rang | Joueur                 | Cap. | Rub. | Vid. | Mar. | Nim. | Sch. | Tar. | Ber. | Spi. | Teic. | Jan. | Mar. | Bur. | Dur. | Leo. | Total |
| ---- | ---------------------- | ---- | ---- | ---- | ---- | ---- | ---- | ---- | ---- | ---- | ----- | ---- | ---- | ---- | ---- | ---- | ----- |
| 1    | José Raúl Capablanca   | *    | 0    | =    | =    | 1    | =    | =    | 1    | 1    | =     | 1    | =    | 1    | =    | 1    | 9.5   |
| 2    | Akiba Rubinstein       | 1    | *    | =    | =    | =    | =    | =    | =    | =    | =     | 1    | =    | =    | 1    | 1    | 9     |
| 3    | Milan Vidmar           | =    | =    | *    | 0    | =    | =    | =    | 1    | =    | =     | 1    | =    | 1    | 1    | 1    | 9     |
| 4    | Frank Marshall         | =    | =    | 1    | *    | =    | =    | =    | =    | =    | 1     | 1    | =    | =    | 0    | 1    | 8.5   |
| 5    | Aron Nimzowitsch       | 0    | =    | =    | =    | *    | =    | 0    | =    | 1    | 1     | =    | =    | =    | =    | 1    | 7.5   |
| 6    | Carl Schlechter        | =    | =    | =    | =    | =    | *    | =    | 0    | =    | =     | 1    | =    | =    | 1    | =    | 7.5   |
| 7    | Siegbert Tarrasch      | =    | =    | =    | =    | 1    | =    | *    | 1    | =    | 0     | =    | =    | 1    | 0    | =    | 7.5   |
| 8    | Ossip Bernstein        | 0    | =    | 0    | =    | =    | 1    | 0    | *    | 1    | 1     | =    | 1    | 0    | 1    | 0    | 7     |
| 9    | Rudolf Spielmann       | 0    | =    | =    | =    | 0    | =    | =    | 0    | *    | =     | =    | 1    | =    | 1    | 1    | 7     |
| 10   | Richard Teichmann      | =    | =    | =    | 0    | 0    | =    | 1    | 0    | =    | *     | 0    | =    | =    | 1    | 1    | 6.5   |
| 11   | David Janowski         | 0    | 0    | 0    | 0    | =    | 0    | =    | =    | =    | 1     | *    | 0    | 1    | 1    | 1    | 6     |
| 12   | Géza Maróczy           | =    | =    | =    | =    | =    | =    | =    | 0    | 0    | =     | 1    | *    | =    | =    | 0    | 6     |
| 13   | Amos Burn              | 0    | =    | 0    | =    | =    | =    | 0    | 1    | =    | =     | 0    | =    | *    | 0    | =    | 5     |
| 14   | Oldrich Duras          | =    | 0    | 0    | 1    | =    | 0    | 1    | 0    | 0    | 0     | 0    | =    | 1    | *    | =    | 5     |
| 15   | Paul Saladin Leonhardt | 0    | 0    | 0    | 0    | 0    | =    | =    | 1    | 0    | 0     | 0    | 1    | =    | =    | *    | 4     |

Le prix de beauté a été attribué par L. Hoffer et J. Mieses à Capablanca pour sa partie contre Bernstein.
Jose Raul Capablanca -  Ossip Bernstein, "Fluent in Spanish", San Sebastian (1911), San Sebastian ESP, rd 1, Fevrier 1920 - Espagnole : Défense de Berlin (C65)  ·  1-0

## Résultats
1. José Raul  Capablanca : 9,5 / 15 (+6 −1 =7)
2. Akiba Rubinstein : 9 / 15 (+4 −0 =10)
3. Milan Vidmar : 9/ 15 (+5 −1 =8)
4. Franck Marshall : 8,5 (+4 −1 =9)

## Tournoi d'échecs de 1912
L'année suivante eu lieu un second tournoi du 19 février au 23 mars. Ce fut l'un des cinq tournois que Rubinstein a gagné en une année (San Sebastien, Breslau, Bad Pistyan, Warsaw, et Vilna).
| Rang | Joueur                 | Rub. | Nim. | Spie. | Tar. | Perl. | Mars. | Dur. | Schl. | Tiec. | Leo. | For. | Total |
| ---- | ---------------------- | ---- | ---- | ----- | ---- | ----- | ----- | ---- | ----- | ----- | ---- | ---- | ----- |
| 1    | Akiba Rubinstein       | * *  | = 1  | 0 1   | = 1  | = =   | 1 =   | 0 1  | 1 1   | = =   | = 1  | =-   | 12.5  |
| 2    | Aron Nimzowitsch       | = 0  | * *  | 0 1   | 1 =  | 0 =   | 1 1   | 1 1  | = =   | = =   | 1 1  | =-   | 12    |
| 3    | Rudolf Spielmann       | 1 0  | 1 0  | * *   | 1 0  | 1 =   | = 1   | = =  | = 1   | = =   | 1 =  | 1 -  | 12    |
| 4    | Siegbert Tarrasch      | = 0  | 0 =  | 0 1   | * *  | 1 1   | 0 1   | =0   | = =   | 1 1   | 1 1  | 1 -  | 11.5  |
| 5    | Julius Perlis          | = =  | 1 =  | 0 =   | 0 0  | * *   | 1 =   | = 1  | = =   | = =   | 1 =  | = -  | 10    |
| 6    | Frank Marshall         | 0 =  | 0 0  | = 0   | 1 0  | 0 =   | * *   | = 1  | 1 =   | = =   | 1 1  | 1-   | 9.5   |
| 7    | Oldrich Duras          | 1 0  | 0 0  | = =   | = 1  | = 0   | = 0   | * *  | = =   | = 1   | 0 1  | = -  | 8.5   |
| 8    | Carl Schlechter        | 0 0  | = =  | = 0   | = =  | = =   | 0 =   | = =  | * *   | = ½   | 1 =  | = -  | 8     |
| 9    | Richard Teichmann      | = =  | = =  | = =   | 0 0  | = =   | = =   | = 0  | = =   | * *   | = =  | = -  | 8     |
| 10   | Paul Saladin Leonhardt | = 0  | 0 0  | 0 =   | 0 0  | 0 =   | 0 0   | 1 0  | 0 =   | = =   | * *  | 1 -  | 5     |
| 11   | Leó Forgács            | = -  | = -  | 0 -   | 0 -  | = -   | 0 -   | = -  | = -   | = -   | 0 -  | * *  | 3     |

Forgacs a été le seul joueur qui n'a que joué la première partie du tournoi et qui a déclaré forfait pour ses dix dernières parties.
Les prix étaient de 5000 francs pour le premier, 3000 pour le second, 2000 pour le troisième et 1500 pour le quatrième. Les autres participants ont reçu 100 francs par point marqué.